# Tramlijn 37 (Haaglanden)

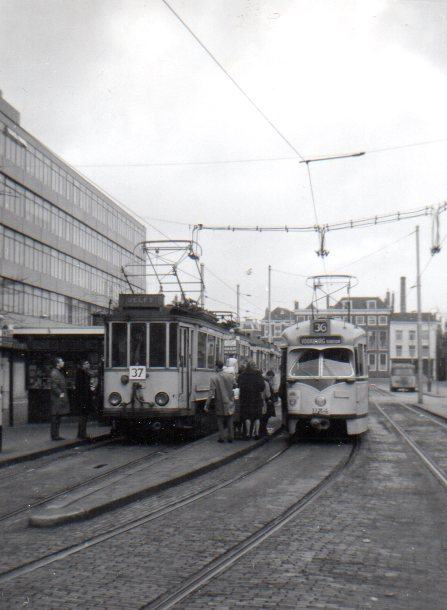
Lijn 37 en lijn 36 aan de Turfmarkt in Den Haag in de eerste week van januari 1965

Tramlijn 37 van de HTM is een voormalige tramlijn in wat nu de regio Haaglanden heet, in de Nederlandse provincie Zuid-Holland.

## Geschiedenis
1965-1966
- 1 januari 1965: Lijn 37 werd ingesteld op het traject Den Haag Turfmarkt – Delft Westvest. Deze lijn kwam in de plaats van lijn I¹ die op dezelfde dag werd opgeheven. Op 9 januari 1965 werd het interlokale trammaterieel vervangen door PCC-car(s) en werd de bovenleidingspanning van 1200 volt gelijkspanning daarom verlaagd naar 600 volt gelijkspanning. Tevens werd bij de Westvest / Station Delft een keerdriehoek in gebruik genomen ten behoeve van de eenrichting-PCC-cars.
- 22 mei 1966: Lijn 37 werd opgeheven en vervangen door lijn 1.

### Toekomstplan
In 2001 was er het plan voor "Agglolijn" 37, ook "Zuidtangent" genoemd, op de route Kijkduin-Wateringse Veld-Delft-Pijnacker-Zoetermeer. Eerst als bus, later mogelijk als tram. Maar als tram zeker niet voor 2010.

### Buslijn 37
Er is sinds 2007 ook een buslijn 37, die sinds augustus 2019 rijdt voor EBS tussen Den Haag Leyenburg en Delft. Bij de HTM waren er twee buslijnen 37 in het verleden.